# Sîcivka, Markivka
Sîcivka (în ucraineană Сичівка) este un sat în comuna Krîzke din raionul Markivka, regiunea Luhansk, Ucraina.

## Demografie
Componența lingvistică a localității Sîcivka
     Ucraineană (95,02%)
     Rusă (4,67%)
Conform recensământului din 2001, majoritatea populației localității Sîcivka era vorbitoare de ucraineană (95,02%), existând în minoritate și vorbitori de rusă (4,67%).